# Anthurium purdieanum
Anthurium purdieanum är en kallaväxtart som beskrevs av Heinrich Wilhelm Schott. Anthurium purdieanum ingår i släktet Anthurium och familjen kallaväxter. Inga underarter finns listade.